# 日本カモシカセンター
日本カモシカセンター （にほんカモシカセンター）は、三重県三重郡菰野町の御在所ロープウェイ山上公園駅近くの御在所岳山上にあった、世界で唯一のカモシカ専門の動物園。御在所ロープウェイ開業翌年の1960年7月に開園、2006年11月30日に閉園した。

## 概要
研究会園内には、カモシカに関する様々な展示物が置かれた施設もあった。また鈴鹿山脈に生息するニホンカモシカの他、海外のシャモア、シロイワヤギ、ゴーラル、ジャコウウシ、タイワンカモシカなどを多数飼育していた。1975年から1986年には8種約60頭が飼育され、その後6種約30頭が飼育されていた。10種あるカモシカのうち8種が飼育され、多くの研究成果を残した。自然科学館では、ニホンカモシカなどの剥製と骨格標本が展示されていた。また鈴鹿山脈の植物、動物、昆虫などの展示も行われていた。1990年（平成2年）に年間約185,000人だった入園者がその後約74,000人まで減少し、施設の老朽化などから閉園されることになった。その後飼育されていた動物たちはロープウェイのゴンドラに乗せられて下山したうえで、日本各地の動物園に引き取られて行った。シャモア3頭は多摩動物公園に引き取られた。2006年2月には「特定非営利活動法人 自然学校みえ」が設立され、「カモシカセンターメモリアル ございしょ自然学校」として自然科学館が引き継がれた。

## 沿革
- 1955年（昭和30年）2月15日 - ニホンカモシカが、国の特別天然記念物に指定される[5]（地域を定めず指定、指定名称は「カモシカ」）。
- 1960年（昭和35年）7月 - 鈴鹿山系かもしか保存学術が発足し開園[6]。
- 1964年（昭和39年）11月24日 - カモシカが三重県の県獣に指定される[7]。
- 1965年（昭和40年）8月 - ニホンカモシカの飼育下の完全繁殖に成功[8]。
- 1973年（昭和48年）
  - 4月 - 自然科学博物館開館[6]。
  - 12月 - 財団法人日本カモシカセンター設立[2]。
- 1986年（昭和63年）5月 - 国際かもしか学術シンポジウム開催。この年にタイワンカモシカの繁殖賞を受賞。
- 1993年（平成5年）4月 - スマトラカモシカの繁殖賞を受賞。
- 1994年（平成6年）4月 - 御在所自然科学博物館新設。
- 2006年（平成18年）11月30日 - 閉園。
- 2007年（平成19年）3月31日 - 財団法人日本カモシカセンターが解散。

## 飼育展示されていた主な動物
|                |                  |          |              |            |
| ニホンカモシカ | タイワンカモシカ | シャモア | シロイワヤギ | ニホンジカ |